# Ivan M. Havel
Ivan M. Havel (ur. 11 października 1938 w Pradze, zm. 25 kwietnia 2021 w Košíku) – czeski kognitywista i filozof. Zajmował się informatyką, sztuczną inteligencją, kognitywistyką i pokrewnymi zagadnieniami filozoficznymi.
Był redaktorem naczelnym czasopisma „Vesmír”.

## Życiorys
Był absolwentem Politechniki Czeskiej w Pradze. W latach 1969–1971 studiował na uniwersytecie w Berkeley. Przez pewien okres był pracownikiem naukowym Czechosłowackiej Akademii Nauk. Habilitował się w 1992 r. na Uniwersytecie Karola.
Jego bratem był Václav Havel.

## Publikacje
- Robotika – úvod do teorie a funkce kognitivních robotů (1980)
- Scale Dimensions in Nature (1996)
- Otevřené oči a zvednuté obočí (1998)
- Svatojánský výlet (współautorstwo, 1999)
- Sixty years of cybernetics: Cybernetics still alive (2008)
- Seeing Numbers (2009)
- Zjitřená mysl a kouzelný svět (2013)
- 70 let podivné vědy (2019)